# Bearskin Airlines
Bearskin Airlines tên đầy đủ là Bearskin Lake Air Services Ltd. (mã IATA = JV, mã ICAO = BLS) là hãng hàng không của Canada, trụ sở ở Sioux Lookout, Ontario. Hãng có các tuyến đường ở vùng bắc Ontario và Manitoba. Các căn cứ của hãng là Sân bay Sioux Lookout (YXL), Sân bay quốc tế Thunder Bay (YQT), và Sân bay Greater Sudbury (YSB).

## Lịch sử
Bearskin Airlines được thành lập năm 1963 ở Vườn quốc gia Bearskin Lake và bắt đầu hoạt động từ tháng 7/1963. Tiếp theo sự sụp đổ của NorOntair năm 1996, Bearskin Airlines chiếm được 2/3 các tuyến đường của hãng này. Hãng do Harvey Friesen (Chủ tịch), Cliff Friesen (Phó chủ tịch điều hành), K Friesen, R Baratta cùng B Martin sở hữu và có 240 nhân viên.

## Các nơi đến
(Tháng 1/2008):
- Ontario

- Dryden
- Fort Frances
- Kapuskasing
- Kenora

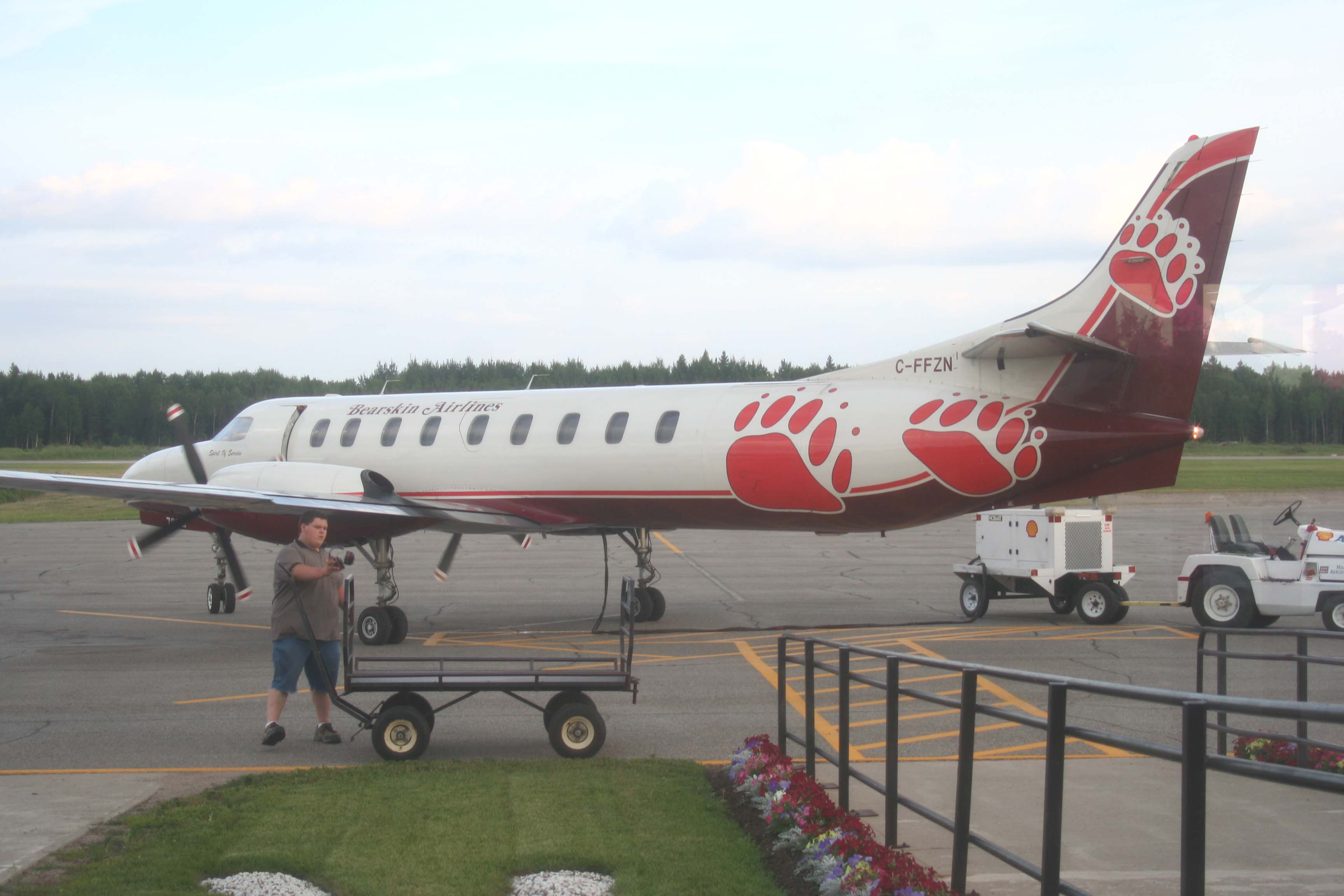
Fairchild Swearingen Metroliner

- Regional Municipality of Waterloo
- North Bay
- Ottawa
- Red Lake
- Sault Ste. Marie
- Sioux Lookout
- Sudbury
- Thunder Bay
- Timmins
- Kitchener

- Manitoba

- Flin Flon
- Lynn Lake
- The Pas
- Winnipeg

Từ 1/10/2007 Bearskin Airlines mở tuyến đường từ Waterloo tới Ottawa mỗi ngày 3 chuyến đi và về.

## Đội máy bay
(Tháng 1/2008):
- 13 Fairchild Swearingen Metroliner